# 联合国地理方案
聯合國地理方案（英語：United Nations geoscheme，或译联合国地图），是將國家及地區按地理分類的一種聯合國地理分組方案，由聯合國統計部門（UNSD）根據M49分类编码所提出世界区域划分方案。其他的分類法包括世界銀行地區分類、CIA《世界概況》的索引地圖分類、及ICANN地理區域。
根據聯合國統計部門之UN M.49文件，聯合國地理方案将世界上的国家或地区进行特定的地理分区和分组僅为统计方便，并不表示联合国对有关国家、领土、城市或地区的政治或其它所属有任何的假设。

統一碼根據聯合國UN M.49資料做出通用當地數據儲存庫的文件Territory Containment（UN M.49）。
下列地區名使用統一碼通用當地數據儲存庫所提供的正體中文名稱產出。

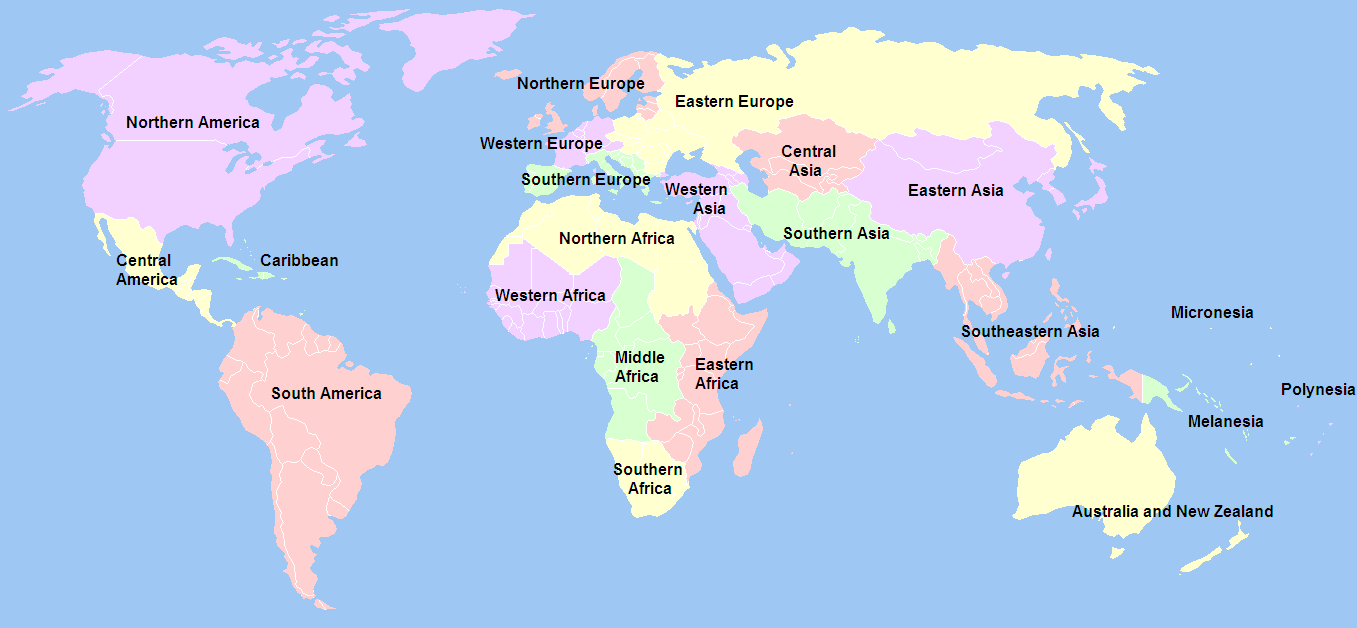
聯合國地理分區

## 區域比較
|  |

## 亞洲
- 西亞
- 中亞
- 東亞
- 南亞
- 東南亞

## 歐洲
- 北歐
- 西歐
- 東歐
- 南歐

## 非洲
- 北非
- 西非
- 中部非洲
- 东非
- 南部非洲

## 美洲
- 拉丁美洲和加勒比地区
  - 南美洲
  - 中美洲
  - 加勒比地区（西印度群岛）
- 北美地区

## 大洋洲
- 澳大利亚與紐西蘭（澳大拉西亞）
- 美拉尼西亞
- 密克羅尼西亞
- 玻里尼西亞